# Вальден, Герварт
Герварт Вальден, наст. имя Георг Левин (нем. Herwarth Walden; 16 сентября 1878, Берлин — 31 октября 1941[…], Саратов) — немецкий писатель, музыкант, художественный критик, меценат и композитор еврейского происхождения, коммунист. Вальден был одним из выдающихся исследователей немецкого авангарда начала XX столетия — экспрессионизма, футуризма, дадаизма, Новой вещественности.

## Жизнь и творчество
Вальден родился в богатой еврейской семье; изучал музыку в Берлине и во Флоренции. Позднее писал поэтические и прозаические произведения, был литературным, художественным и музыкальным критиком. В 1903 году Г. Левин основывает «Объединение за искусство» (нем. «Verein für Kunst»), в которое вскоре вступили многие выдающиеся писатели — Генрих и Томас Манны, Франк Ведекинд, Райнер Мария Рильке, Альфред Дёблин, Рихард Демель. Первой женой Левина стала поэтесса Эльза Ласкер-Шюлер, ей он обязан своим псевдонимом «Герварт Вальден», взятым из «Уолден, или Жизнь в лесу» Генри Д.Торо.
В 1910—1932 годах Вальден, совместно с А. Дёблином, издаёт журнал «Der Sturm», в котором печатает произведения немецкого экспрессионизма. Среди корреспондентов и литературных сотрудников журнала — крупнейшие писатели Европы того времени: Рихард Демель, Генрих Манн, Рене Шикеле, Кнут Гамсун, Анатоль Франс, Сельма Лагерлёф, Карл Краус, Петер Альтенберг, Адольф Лоос, Пауль Шнеебарт, Георг Гейм, Август Штрамм и др.
В 1912 году Вальден женился вторично, на шведской художнице Нелл Рослунд, и в последующий период много занимается изобразительным искусством. Он открывает галерею «Штурм» (нем. «Sturm-Galerie») в которой, начиная с 1912 года выставляет новинки авангардного искусства, в том числе работы художников группы Синий всадник и итальянских футуристов. Вальден открывает новые художественные таланты (Георг Шримпф, Георг Мухе, Мария Уден) и спонсирует их. В 1919 году он вступает в КПГ.
В 1924 году Вальден разводится со своей второй женой, в 1932 году женится в третий раз. В обстановке близящегося прихода к власти в Германии нацистов Вальден вместе с переводчицей Элен Борк эмигрирует в СССР, где они вступают в брак. В 1933 году у них рождается дочь Зина. Вальден живёт в Москве, занимался преподавательской деятельностью, работал в издательстве. Много писал в опровержение распространённого в Советском Союзе тезиса о близости авангардного искусства к фашизму. Эти исследования приводят к разочарованию в сталинском режиме. В 1941 году Вальден был арестован. Скончался 31 октября 1941 года от истощения в тюремной больнице близ Саратова. Жене и дочери удаётся вернуться в Берлин.

## Литературные и художественные работы
- Der Sturm (журнал, 1910—1932)

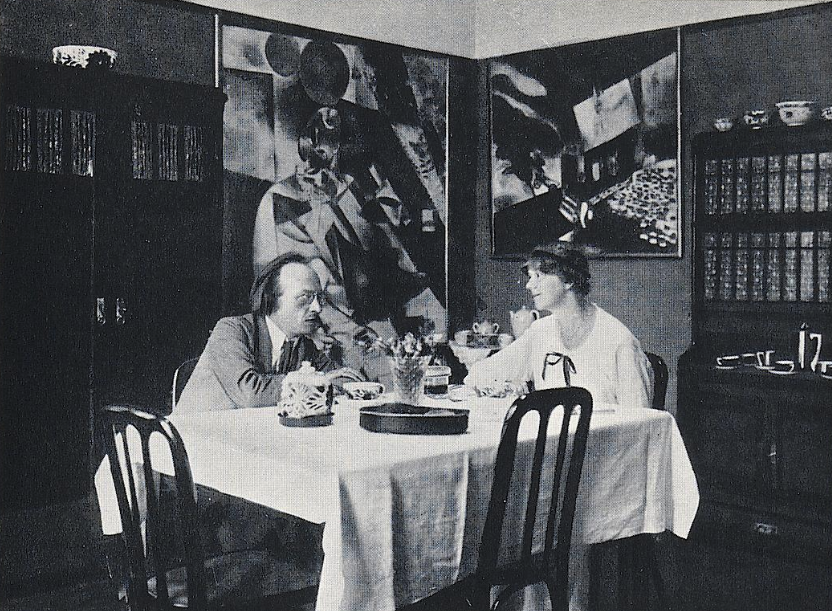
Г. Вальден с женой Нелл (ок. 1924)

- Dafnislieder (для пения и фортепиано, 1910)
- Leo Ikelaar (изд.): Paul Scheerbart und Bruno Taut. Zur Geschichte einer Bekanntschaft. Briefe von 1913—1914 mit Gottfried Heinersdorff, Taut und H. W. Igel, Paderborn 1999 ISBN 3-89621-037-8
- Das Buch der Menschenliebe (роман, 1916)
- Die Härte der Weltenliebe (роман, 1917)
- Das Begriffliche in der Dichtung (эссе, 1918)
- Kind (драма, 1918)
- Menschen (драма, 1918)
- Unter den Sinnen (роман, 1919)
- Die neue Malerei (эссе, 1920)
- Glaube (драма, 1920)
- Einblick in Kunst (1920)
- Sünde (драма, 1920)
- Die Beiden (драма, 1920)
- Erste Liebe (драма, 1920)
- Letzte Liebe (драма, 1920)
- Im Geschweig der Liebe (стихотворения, 1925)
- Kreidefelsen Rügen (картина маслом, 1937)
- Vulgär-Expressionismus (эссе, 1938)

## Литература

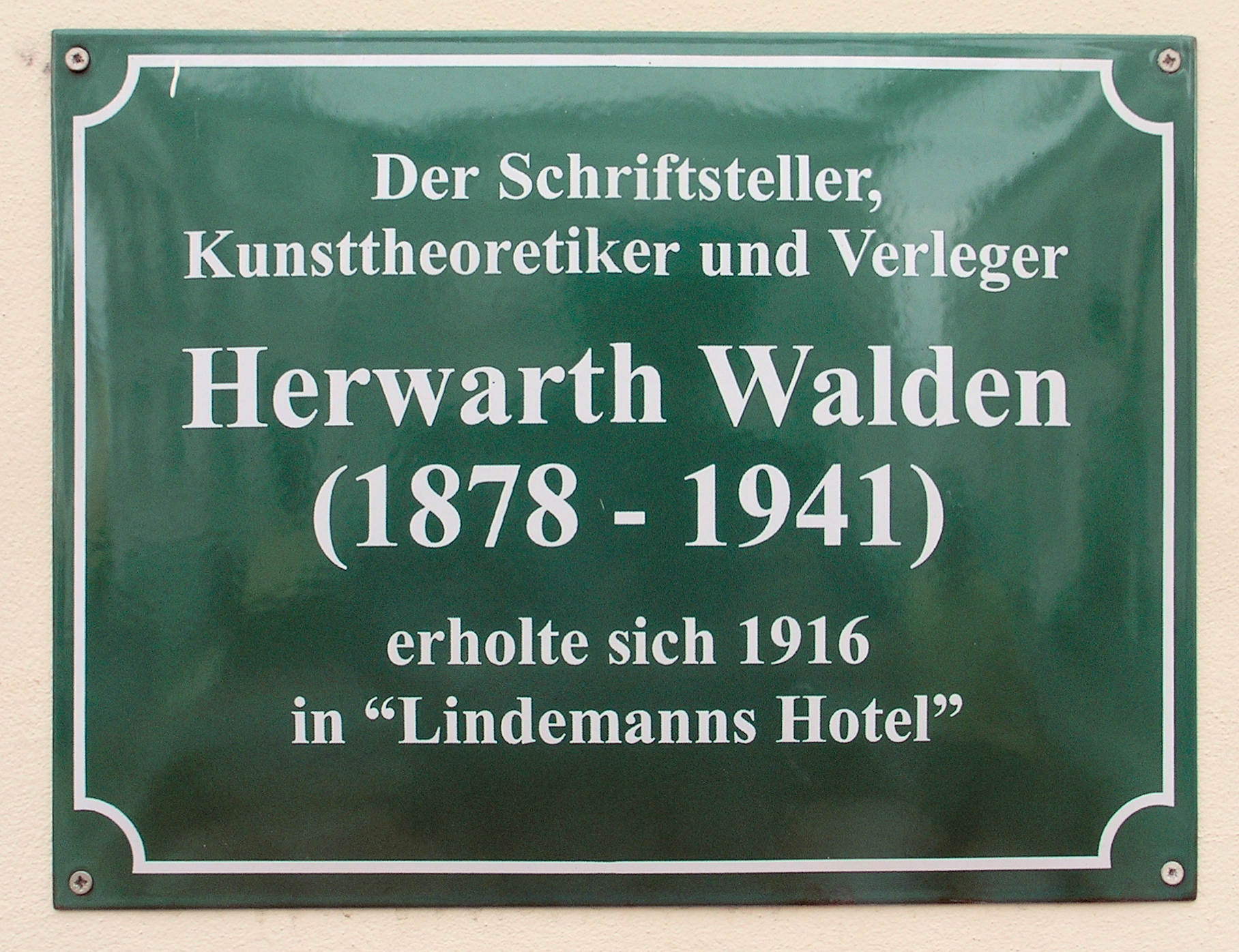
Памятная табличка в честь Г. Вальдена